# Tomigusuku Seishō
Tomigusuku Ueekata Seishō (豊見城 親方 盛章) (? – 2 octobre 1603) aussi connu sous son nom de style chinois Mō Ryūbun (毛 龍文), est un aristocrate et fonctionnaire du gouvernement du royaume de Ryūkyū. Il est membre du Sanshikan de 1583 à 1603.